# Lucas Schneider
Lucas Schneider (* 25. August 1995 in Kreuztal) ist ein deutscher Handballspieler. Er spielt auf der Position Rückraum rechts und steht aktuell beim niederländischen Verein HV KRAS/Volendam unter Vertrag.

## Karriere
Lucas Schneider begann das Handballspielen bei dem TuS Ferndorf. Dort durchlief er alle Jugendmannschaften bis zur A-Jugend. In seiner letzten Saison in Ferndorf war er mit 16 Jahren fester Bestandteil der Seniorenmannschaft in der 2. Handball-Bundesliga. Gleichzeitig wurde Schneider in die Jugend-Nationalmannschaft berufen und durfte als Nationalspieler beim Rookie-Cup in Berlin auflaufen.
Zur Saison 2013/14 wechselte er zu GWD Minden, wo er in seinem letzten Jugendjahr in der A-Jugend-bundesliga spielte und gleichzeitig Stammspieler in der Zweitvertretung von GWD Minden in der 3. Liga war. Er gehörte auch dem erweiterten Kader der Bundesligamannschaft an, wurde dort aber in keinem offiziellen Ligaspiel eingesetzt.
Nach zwei Jahren in Minden zog es ihn zurück zu seinem Heimatverein TuS Ferndorf. Dort teilte er sich mit Florian Baumgärtner die Position im rechten Rückraum. Seit Mai 2022 läuft Schneider für HV KRAS/Volendam in den Niederlanden auf.